# Cœur Défense
Cœur Défense es un complejo de oficinas situado en el distrito financiero de La Défense, en Courbevoie (Francia), muy cerca de París. Con 350 000 m² de superficie, es el edificio con más superficie utilizable de Europa tras el palacio del Parlamento de Bucarest.

## Historia
Esta torre fue diseñada por el arquitecto Jean-Paul Viguier y construida en 2001 por la empresa Unibail.
Construida por Bouygues en la ubicación de la antigua Tour Esso (primer edificio moderno demolido en La Défense), Cœur Défense se compone de dos torres de 40 plantas y tres edificios de 8 plantas.
Las dos torres gemelas tienen 161 m de altura, son estrechas (24 m de anchura) y están redondeadas en sus extremos. Conectadas en toda su altura, están desplazadas una respecto a la otra. Combinado con su pequeña anchura, esto permite iluminar fácilmente todas las oficinas.
Las fachadas están salpicadas de persianas que se bajan automáticamente según la luminosidad exterior, aportando una gran diversidad y una estética original al edificio.
Un proyecto alternativo del mismo arquitecto Jean-Paul Viguier podría haber hecho de Cœur Défense el rascacielos más alto de Francia. Preveía dos torres de 220 m y 190 m, fue aprobado pero finalmente se abandonó.
El 18 de marzo de 2015 se declaró un incendio en la cima de Cœur Défense, que fue extinguido por los bomberos.

## Inversión
Esta torre fue vendida en 2004 por la empresa Unibail a Goldman Sachs y Whitehall por 1300 millones de euros.
En marzo de 2007, en plena burbuja financiera, el banco Lehman Brothers la compró por 2100 millones de euros, lo que le convirtió en el edificio más caro de Europa.
En septiembre de 2008, cuando Lehman Brothers se declaró en quiebra, la propietaria Hold («en inglés: Heart of la Défense») se declaró en suspensión de pagos. Los inversores fueron especialmente BNP Paribas, Axa, Dexia, el Bundesbank, Goldman Sachs, Crédit foncier y la japonesa Sumitomo.
La empresa encargada para gestionar el edificio fue Atemi. El 9 de septiembre de 2009, el Tribunal de Comercio de París aceptó el plan de cobro propuesto por HOLD y Atemi y aplazó la venta y el reembolso del crédito a 2014.
El fondo de inversión americano Lone Star compró Coeur Défense en primavera de 2014 por 1300 millones de euros, antes de ponerlo en venta en septiembre de 2015.